# The Story of Us (telenovela)
The Story of Us é uma telenovela filipina exibida pela ABS-CBN entre 29 de fevereiro e 17 de junho de 2016, estrelada por Kim Chiu e Xian Lim.

## Enredo
Macoy Sandoval (Xian Lim) e Tin Manalo (Kim Chiu) são melhores amigos de infância que se tornaram amantes e cresceram juntos em El Nido, Palawan, e sonhavam com uma vida melhor para eles e suas famílias. No entanto, as circunstâncias irão afastá-los quando Tin vai para os Estados Unidos para encontrar sua mãe distante (Zsa Zsa Padilla). Separados um do outro, eles são obrigados a viver sozinhos, cada vez mais afastados até que sua relação se desmorona.

## Elenco

### Elenco principal
- Kim Chiu como Cristine "Tin" Manalo
- Xian Lim como Ferdinand "Macoy" Sandoval

### Elenco de apoio
- Zsa Zsa Padilla como Myra Simbulan
- Aiko Melendez como Carmy Manalo
- John Arcilla como Danny Manalo
- Susan Africa como Aurora Sandoval
- Bryan Santos
- Janus del Prado
- Nonong "Bangky" de Andres
- Gardo Versoza como Ferdie Sandoval
- Mara Lopez
- Travis Kraft

### Elenco de convidados
- Ingrid dela Paz
- Rubi Rubi
- Princess Punzalan
- Beth Tamayo
- Carlo Muñoz
- Leandro Muñoz
- Zaijian Jaranilla como Ferdinand "Macoy" Sandoval (jovem)
- Alyanna Angeles como Cristine "Tin" Manalo (jovem)

## Exibição
| País/Região      | Emissora | Data de estreia         | Data de final       | Título          |
| ---------------- | -------- | ----------------------- | ------------------- | --------------- |
| Filipinas        | ABS-CBN  | 29 de fevereiro de 2016 | 17 de junho de 2016 | The Story of Us |
| Estados Unidos   | TFC      | fevereiro de 2016       | junho de 2016       | The Story of Us |
| Canadá           | TFC      | fevereiro de 2016       | junho de 2016       | The Story of Us |
| Japão            | TFC      | fevereiro de 2016       | junho de 2016       | The Story of Us |
| Taiwan           | TFC      | fevereiro de 2016       | junho de 2016       | The Story of Us |
| Hong Kong        | TFC      | fevereiro de 2016       | junho de 2016       | The Story of Us |
| Malásia          | TFC      | fevereiro de 2016       | junho de 2016       | The Story of Us |
| Indonésia        | TFC      | fevereiro de 2016       | junho de 2016       | The Story of Us |
| Singapura        | TFC      | fevereiro de 2016       | junho de 2016       | The Story of Us |
| Papua-Nova Guiné | TFC      | fevereiro de 2016       | junho de 2016       | The Story of Us |
| Austrália        | TFC      | fevereiro de 2016       | junho de 2016       | The Story of Us |
| Nova Zelândia    | TFC      | fevereiro de 2016       | junho de 2016       | The Story of Us |
| Europa           | TFC      | fevereiro de 2016       | junho de 2016       | The Story of Us |
| Médio Oriente    | TFC      | fevereiro de 2016       | junho de 2016       | The Story of Us |